# Pierre Alphonse Laurent
Pour les articles homonymes, voir Pierre Laurent et Laurent.
Pierre Alphonse Laurent, né le 18 juillet 1813 à Paris et mort le 12 septembre 1854 à Avesnes-sur-Helpe, est un ingénieur militaire et mathématicien français connu  pour la découverte des séries de Laurent.

## Biographie
Pierre Alphonse Laurent est le petit-fils d'Albert Laurent, professeur de mathématiques à Nancy.
Élève de l'École polytechnique (X 1830), puis à l’École d'application de l'artillerie et du génie, c'est en sous-officier du génie qu'il prend part aux expéditions africaines de Mascara et de Tlemcen. Chargé de l’agrandissement du Havre à son retour, il rédige ses premiers mémoires. Correspondant de la section de géométrie de l’Académie des sciences (1847), il est appelé au comité des fortifications (1851). Il présente un mémoire sur les équations aux dérivées partielles (1852). Analyste de grand talent, il est l’auteur d’une théorie de la variation des intégrales multiples ; il contribue au développement des fonctions en série. Il conçoit une théorie de la lumière, et, dans une correspondance avec Arago, il développe ses vues sur la théorie des ondes. Il rédige un mémoire sur la théorie des imaginaires qui ne sera publié qu'après sa mort.
Cette recherche était contenue dans un mémoire soumis au Grand prix de l'Académie des sciences en 1843, mais, sa candidature étant trop tardive, l'article n'a jamais été inscrit au prix. Laurent est mort à Paris, à l'âge de 41 ans. Ses écrits n'ont été publiés qu'après son décès.